# Macierz Hadamarda
Macierz Hadamarda – macierz kwadratowa, której elementami są liczby +1 lub –1, a jej kolumny (i równoważnie – wiersze) są parami ortogonalne.
W kategoriach geometrycznych oznacza to, że każda para wierszy w macierzy Hadamarda reprezentuje wektory wzajemnie prostopadłe. Równoległościan rozpięty przez wektory macierzy Hadamarda n × n ma wymiar n i ma on maksymalną objętość wśród równoległościanów utworzonych przez n wektorów, mających długości nie większe niż 1. Równoważnie, macierz Hadamarda ma maksymalny wyznacznik wśród macierzy z elementami o wartości bezwzględnej mniejszej lub równej 1.
Macierz Hadamarda o n wierszach i n kolumnach oznacza się zwykle symbolem {\displaystyle H_{n}.} Nazwa macierzy pochodzi od nazwiska francuskiego matematyka Jacques’a Hadamarda.

## Przykłady
{\displaystyle H_{1}={\begin{bmatrix}1\end{bmatrix}},\ H_{2}={\begin{bmatrix}1&1\\1&-1\end{bmatrix}},\ H_{4}={\begin{bmatrix}1&1&1&1\\1&-1&1&-1\\1&1&-1&-1\\1&-1&-1&1\end{bmatrix}}}
{\displaystyle H_{8}={\begin{bmatrix}1&1&1&1&1&1&1&1\\1&-1&1&-1&1&-1&1&-1\\1&1&-1&-1&1&1&-1&-1\\1&-1&-1&1&1&-1&-1&1\\1&1&1&1&-1&-1&-1&-1\\1&-1&1&-1&-1&1&-1&1\\1&1&-1&-1&-1&-1&1&1\\1&-1&-1&1&-1&1&1&-1\end{bmatrix}}}
{\displaystyle H_{12}={\begin{bmatrix}++++++&-+++++\\+++--+&+-+--+\\++++--&++-+--\\+-+++-&+-+-+-\\+-++++&+--+-+\\++--++&++--+-\\\\-+++++&------\\+-+--+&---++-\\++-+--&----++\\+-+-+-&-+---+\\+--+-+&-++---\\++--+-&--++--\end{bmatrix}}}
W powyższej macierzy {\displaystyle +} oznacza liczbę {\displaystyle 1} natomiast {\displaystyle -} liczbę {\displaystyle -1.}
Macierz Hadamarda wymiaru {\displaystyle 2n} można uzyskać z macierzy Hadamarda wymiaru {\displaystyle n} za pomocą wzoru:
{\displaystyle H_{2n}={\begin{bmatrix}H_{n}&H_{n}\\H_{n}&-H_{n}\end{bmatrix}}}
Macierze {\displaystyle H_{2},H_{4},H_{8}} zostały skonstruowane powyższą metodą, natomiast macierz {\displaystyle H_{12}} nie (rzeczywista macierz Hadamarda rzędu 6 nie istnieje).

## Właściwości macierzy Hadamarda
- {\displaystyle H_{n}H_{n}^{T}=nI_{n}} gdzie {\displaystyle I_{n}} jest macierzą jednostkową rzędu {\displaystyle n.}
- Macierz pozostaje macierzą Hadamarda po pomnożeniu dowolnego wiersza lub kolumny przez {\displaystyle -1.}
- Macierz transponowana do macierzy Hadamarda jest macierzą Hadamarda.
- Macierz Hadamarda jest macierzą ortogonalną.